# Игра
Игра је рекреативна активност која укључује једног или више учесника (играча). Дефинисана је: а) циљем који играчи покушавају да постигну, и б) неким скупом правила који одређује шта играчи могу да раде. Игре се примарно играју из уживања и забаве, али могу имати и едукативну и стимулативну улогу. Игре могу укључивати једног играча који ради сам, али чешће укључују такмичење између два или више играча. Предузимање неке акције која не спада у правила игре генерално чини фаул или варање.
Кроз целу људску историју, људи су играли игре да забаве себе и друге, и постоји огромна лепеза типова игара; за детаљније информације о неком типу погледајте везе на крају овог чланка. Филозоф Дејвид Кели (David Kelley), дефинише концепт „игре“ као „форму рекреације успостављене сетом правила која прецизирају шта се треба постићи, и дозвољена средства како би се ово постигло“. Ова дефиниција добро покрива већину случајева, али се не уклапа најбоље у игре попут ратних игара и спортова, који се често практикују не ради забаве већ како би се развиле вештине. У Филозофским разматрањима, филозоф Лудвиг Витгенштајн је тврдио да концепт „игре“ не може имати било какву јединствену дефиницију, већ да се она мора посматрати као серија дефиниција које међусобно деле „породичну сличност“. У другачијем контексту, Стефен Линарт је рекао, „Људи кажу да морате да бирате између игара и стварног живота. Мислим да је ова тврдња да постоји дихотомија веома опасна."
Многа поља технике се често примењују на проучавање игара, међу њима су вероватноћа, статистика, економија, етноматематика, и теорија игара.
Игра је структуирана форма забаве, која се обично предузима ради уживања, а понекад се користи као образовно средство. Игре се разликују од рада, који се обично врши плате, и од уметности, што која је обично израз естетских или идеолошких елемената. Међутим, разлика није сасвим јасно изражена, и многе игре се исто тако сматрају радом (као што је случај са професионалним играчима навијачких спортова или игара) или уметност (као што су слагалице или игре у којима је присутна уметничка залеђина махжонг, пасијанс, или неке видео игре).
Игре се понекад играју искључиво за забаву, а понекад и ради остваривања достигнућа или награду. Оне се могу играти појединачно, у тимовима или на мрежи; аматерски или професионално. Играчи могу да имају публику неиграча, као што је то случај када се људи забављају посматрајући шаховски шампионат. Играчи у игри могу представљати своју сопствену публику док чекају на улаз у игру. Често, део забаве за децу која се играју је да одлуче ко је део њихове публике, а ко је играч.
Кључне компоненте игре су голови, правила, изазови и интеракције. Игре генерално обухватају менталну или физичку стимулацију, или оба аспекта. Многе игре помажу у развоју практичних способности, служе као форма вежби, или на неки других начин врше образовну, симулациону, или психолошку улогу.
Потврђено је да су још 2600. п. н. е., игре биле универзални део људског искуства и присутне у свим културама. Краљевска игра Ура, сенет, и манкала су неке од најстаријих познатих игара.

## Дефиниције

### Лудвиг Витгенштајн
Лудвиг Витгенштајн је вероватно био први академски филозоф који је адресирао дефиницију речи игра. У својим Филозофским истрагама, Витгенштајн тврди да три елемента игара, као што су играње, правила, и конкуренција, не могу адекватно да дефинишу шта су игре. Од овога, Витгенштајн је извео закључак да људи примењују термин игра за низ различитих људских активности које једне с другима имају једино маргиналну сличност. Као што следеће дефиниције игре показују, овај закључак није био последњи и данас многи филозофи, попут Томаса Хурке, сматрају да је Витгенштајн погрешио, те да је дефиниција Бернарда Сјута добар одговор на проблем.

### Роже Кајоа
Француски социолог Роже Кајоа, у својој књизи Les jeux et les hommes (Игре и људи), дефинише игру као активност која мора да има следеће карактеристике:
- забава: активност је одабрана ради њеног лакоћудног карактера
- одвајање: ограничена је у времену и месту
- неизвестност: исход активности је непредвидљив
- непродуктивност: учешћем се не постиже ништа корисно
- поштовање правила: активност има правила која се разликују од свакодневног живота
- фиктивност: прати је свест о другачијој стварности

### Крис Крофорд
Дизајнер рачунарских игара Крис Крофорд, оснивач Часописа за дизајн рачунарских игара, је покушао да дефинише термин игра користећи серију дихотомија:
- Креативно изражавање је уметност, ако је направљено ради сопствене лепоте, и забава ако је направљено ради новца.
- Забавни комад је играчка, ако је интерактиван. Филмови и књиге се наводе као примери неинтерактивне забаве.
- Ако голови нису повезани са играњем, ради се о играчки. (Крофорд напомиње то путем своје дефиниције, (а) играчка може да постане елемент игре, ако играч одреди правила, и (б) The Sims и SimCity су играчке, а нису игре.) Ако обухвата голове, играчка је изазов.
- Ако изазов нема „активног агента против кога се можете такмичити”, то је загонетка; ако га има, ради се о конфликту. (Крофорд признаје да је ово субјективан тест. Видео игре са знатном алгоритамском вештачком интелигенцијом се могу играти као загонетке; оне обухватају патерне који се користе за избегавање духова у Пакману.)
- Коначно, ако играч само може да надмаши опоненте, али не да их нападне и да омета њихову перформансу, конфликт је надметање. (Надметања обухватају трке и уметничко клизање.) Међутим, ако су напади дозвољени, онда се конфликт квалификује као игра.

Крофордова дефиниција се стога може приказати као: интерактивна, циљно оријентисана активност направљена ради новца, са активним учесницима против којих се игра, у којој играчи (укључујући активне агенте) могу да формирају међусобне интеракције.

### Друге дефиниције
- „Игра је систем у којем играчи се ангажују у вештачком сукобу, дефинисаним правилима, што резултира у квантитативном исходу.” (Кејти Селен и Ерик Цимерман)[9]
- „Игра је форма уметности у којој учесници, који се називају играчима, доносе одлуке у циљу управљања ресурсима кроз ток игре у потрази за циљем.” (Грег Костикјан)[10] Према овој дефиницији, неке „игре” које не обухватају слободу избора, као што су Чутес и Ладерс, Канди Ланд, и Рат, технички нису игре ништа више него што су аутомати за коцкање.
- „Игра је активност између двоје или више независних доносилаца одлука који покушавају да остваре своје циљеве у неком ограничавајућем контексту.” (Кларк К. Абт)[11]
- „На свом најелементарнијем нивоу, онда можемо дефинисати игру као остваривање волонтерских система контроле у којима постоји опозиција између сила, ограничена процедуром и правилима, како би се произвео неуједначен исход.” (Елиот Аведон и Брајан Сатон-Смит)[12]
- „Игра је облик играња са циљевима и структуром.” (Кевин Џ. Марони)[13]
- „да играју игру је да се укључе у активности усмерене ка стварању одређеног стања ствари, користећи само средства допуштена посебним правилима, где су средства дозвољена правилима више ограничена у обиму него што би била у одсуству правила, и где је једини разлог за прихватање таквог ограничења да се омогући таква активност.” (Бернард Сутс)[14]
- „Када одвојите жанровске разлике и технолошке комплексности, све игре деле четири дефинишућа својства: циљ, правила, повратни систем и добровољно учешће.” (Џејн Макгонидал)[15]

## Елементи играња и класификација
Игре се могу окарактерисати оним „што играч чини”. Ово се често назива гејмплеј. Кључни елементи идентификовани у овом контексту су алати и правила која дефинишу укупан контекст игре.

### Оруђа
Игре се често класификују по компонентама које су неопходне да би се играле (нпр. минијатуре, лопте, карте, табла и комади, или рачунар). На местима где је употреба коже била добро успостављена, лопта је била популарни играчки реквизит током читаве историје, што је резултирало u светској популарности игара са лоптом као што су рагби, кошарка, фудбал, крикет, тенис, и одбојка. Остала оруђа су у већој мери идиосинкратична за одређени регион. Многе земље у Европи, на пример, имају јединствене стандардне декове карти. Друге игре као што је шах могу се пратити првенствено кроз развој и еволуцију његових играчких комада.
Многа играчка оруђа су токени, који представљају друге ствари. Токен може бити пијун на табли, играчки новац или нематеријална ставка, као што је бодовани поен.
Игре као што су жмурке или гоњеница не користе очигледно оруђе; већ њихову интерактивност дефинише животна средина. Игре са истим или сличним правилима могу имати различиту поставку игре ако је окружење измијењено. На пример, жмурке у згради школе разликују се од исте игре у парку; ауто трка може бити радикално различита у зависности од стазе или уличног тркалишта, чак и са истим аутомобилима.

### Правила
Док игре често карактеришу њихова оруђа, оне су често дефинисане њиховим правилима. Правила су подложна варијацијама и променама, мада знатније промена правила обично доводи до појаве „нове” игре. На пример, бејзбол се може играти са „стварним” бејзболима или са вифл лоптама. Међутим, ако играчи одлуче да играју са само три базе, они вероватно играју другачију игру. Постоје изузеци у томе да неке игре намерно укључују промену сопствених правила, али чак и тада често постоје непроменљива мета-правила.
Правила генерално одређују систем за одржавање времена, права и одговорности играча, и циљеве сваког играча. Права играча могу одређивати када се могу трошити ресурси или покретати токени. Уобичајени добитници су они који први сакупе извесну квоту бодова или токена (као у катану), који имају највећи број токена на крају игре (као у монополу), или неку везу играчких жетона појединца са онима противника (као у шаховском мату).

### Вештина, стратегија и шанса
Оруђа и правила игре доводе до тога да су неопходни вештина, стратегија, срећа или њихова комбинација, те се игре сходно томе и класификују.
Игре вештине обухватају игре физичких способности, као што су рвање, надвлачење конопца, школица, стрељаштво, и игре менталних способности као што су дама и шах. Игре стратегије обухватају даму, шах, го, ариму, и икс-окс, и често је неопходна специјална опрема да би се играле. Игре на срећу обухватају коцкарске игре (блекџек, махжуонг, рулет, etc.), као и змије и мердевине и камен, папир, маказе. За већину тих игара је неопходна опрема као што су карте или коцке. Међутим, већина игара садржи два или три од тих елемената. На пример, амерички фудбал и бејзбол захтевају физичке способности и стратегију, док тидливинкс, покер, и монопол комбинују стратегију и срећу. Многе игре картама и игре на табли комбинују сва три аспекта; већина карташких игара са митом захтева менталне способности, стратегију и елемент среће, као што је случај и са многим стратешким играма на табли, као што су ризик, катан, и каркасон.

### Игре са једним играчем
Већина игара захтева више играча. Игре са једним играчем су јединствене у погледу типа изазова са којима се играч суочава. За разлику од игре са више играча који се такмиче или међусобно постижу циљ игре, игра са једним играчем је борба искључиво против елемента окружења (вештачки противник), против сопствених вештина, против времена или среће. Играње са јо-јом или играњем тениса наспрам зида није генерално познато као играње игре због недостатка било какве велике опозиције. Многе игре описане као „једноиграчке” могу се назвати заправо загонеткама или рекреацијом.

### Игре са више играча
У овом тупу игре учествује више играча, који могу да буду независни опоненти или тимови. Игре са много независних играча је тешко формално анализирати користећи теорију игара пошто играчи могу да формирају или промене коалиције. Термин „игра” у овом контексту се може односити на истиниту игру ради забаве, или на конкурентну активност која се начелно може описати принципима математичке теорије игара.

#### Теорија игара
Џон Неш је доказао да игре са неколико играча имају стабилна решења уколико коалиције између играча нису дозвољене. Неш је награђен Нобеловом наградом за економију за овај важан резултат, којим је проширена фон Њуманова теорија игара нулте суме. Нешово стабилно решење је познато као Нешов еквилибријум.
Ако је дозвољена кооперација између играча, игра постаје много комплекснија; многи концепти су развијени за анализу таквих игара. Иако су они били само делимично успешни у областима економије, политике и решавања конфликта, добра општа теорија још увек није развијена.
У квантној теорија игара, откривено је да се увођењем квантне информације у вишеиграчке игре омогућава нови тип равнотежне стратегије који није присутан у традиционалним играма. Квантно спрезање избора играча може да има ефекат контракта путем спречавања играча да профитирају од тога што је познато као издаја.

## Типови игара
- Игре на таблама
- Пословне игре
- Игре за путовања
- Игре картама
  - Игре сакупљања картица
- Казино игре (рулет, слот машине...)
- Игре за децу
- Рачунарска (компјутерска) игра
  - Интернет игре
- Игре са коцкицама
- Доуџин игре
- Игре испијања
- Образовне игре
- Економске игре
- Квизови
- Игре на срећу
- Логичке игре
- Физичке игре
- Стратешке игре
- Симулације
- Игре погађања
- Игре са словима
- Математичке игре
- Отворено коцкање
- Игре за забаве
- Игре које се играју са папиром и оловком
- Игре које се играју путем поште
- Политичке игре
- Пазлови
- Квизови
- РПГ
- Игре певања
- Игре са плочицама
- Традиционалне игре
- Некласификоване игре
- Ратне игре
- Игре са речима

### Спортови
Многи спортови захтевају специјалну опрему и наменска поља за игру, што доводи до учешћа заједнице која је много шира од групе играча. Град или варошица могу издвојити такве ресурсе ради организовања спортских лига.
Популарни спортови могу имати навијаче који се забављају само гледајући игре. Заједница ће се често поистовећује са локалним спортским тимом који их наводно представља (чак и ако су се тим или већина њених играча недавно уселили); и често се усклађују против својих противника или имају традиционалне ривалитете. Концепт фандома је започет са спортским навијачима.
Стенли Фиш је навео лопте и ударце бејзбола као јасан пример друштвене конструкције, функционисања правила на оруђима игре. Док циљем ударне зоне управљају правила игре, он утелотворава категорију ствари које постоје само зато што су се људи сложили да их третирају као стварне. Ни једно бацање или ударац лопте није важећи док га одговарајући орган не означи таквим, судија игре, чије пресуде по овом питању не могу бити оспорене у оквиру тренутне утакмице.
Одређени такмичарски спортови, као што су трке и гимнастика, нису игре по дефиницијама као што је Крофордова (види горе) - упркос тога што су многи укључени у Олимпијске игре - јер такмичари не комуницирају са својим противницима; они једноставно изазивају једни друге на посредне начине.